# Quercus tardifolia
Quercus tardifolia es una especie del género Quercus dentro de la familia de las Fagaceae. Está clasificada en la Sección Lobatae; del roble rojo de América del Norte, Centroamérica y el norte de América del Sur que tienen los estilos largos, las bellotas maduran en 18 meses y tienen un sabor muy amargo.  Las hojas suelen tener lóbulos con las puntas afiladas, con  cerdas o con púas en el lóbulo.

## Distribución y hábitat
Es un endemismo de los Estados Unidos en Texas (Sierra de Chisos) y México en el estado de Coahuila. Crece en un área muy restringida a los 2000 m.

## Descripción
El Quercus tardifolia es un arbusto o pequeño árbol de hoja perenne, erecta, con ramificaciones cortas y gruesas. La corteza es gris, dura, agrietada. Las ramas son delgadas, de color marrón oscuro, densamente pubescente en un primer momento, llegando a estar sin pelo. Los brotes terminales son de color marrón, ovoides, de 3 a 5 mm de largo, con escamas ciliadas. Las hojas hacen 5-10 por 2-7 cm, siempre verdes, oboval, planas. El ápice es agudo, la base redondeada o acorazonada, margen con 3-4 lóbulos dentados superficiales. Las hojas son de color verde opaco, sin pelos, ásperas por encima y densamente tomentosas por debajo, especialmente en las venas prominentes. Los pecíolos miden entre 1 a 2 cm de largo, a veces pubescentes. Las bellotas subsésiles vez y maduran al cabo de 2 años. La copa con escamas adpresas, glabrescentes.

## Miscelánea
Especie muy rara, puede ser un híbrido entre el Q. gravesii y Q. hypoxantha.

## Taxonomía
Quercus tardifolia fue descrita por Luz María González Villarreal y publicado en Bulletin of the Torrey Botanical Club 63(3): 154–155. 1936.
Etimología
Quercus: nombre genérico del latín que designaba igualmente al roble y a la encina.
tardifolia: epíteto latíno que significa "con hojas tardías".